# Welcome to Wherever You Are (INXS)
Welcome to Wherever You Are è l'ottavo album discografico in studio del gruppo musicale rock australiano INXS, pubblicato nel 1992. Fu anticipato dal singolo Baby Don't Cry.

## Tracce
1. Questions – 2:19
2. Heaven Sent – 3:18
3. Communication – 5:29
4. Taste It – 3:27
5. Not Enough Time – 4:26
6. All Around – 3:30
7. Baby Don't Cry – 4:57
8. Beautiful Girl – 3:33
9. Wishing Well – 3:40
10. Back on Line – 3:24
11. Strange Desire – 4:39
12. Men and Women – 4:38

## Formazione
- Michael Hutchence - voce
- Tim Farriss - chitarra, cori
- Kirk Pengilly - chitarra, sassofono, cori
- Garry Gary Beers - basso, cori
- Andrew Farriss - chitarra, tastiere, armonica, cori
- Jon Farriss - percussioni, batteria

## Classifiche
- Billboard 200 - #16
- Australian Recording Industry Association - #2